# Orazio Fontana

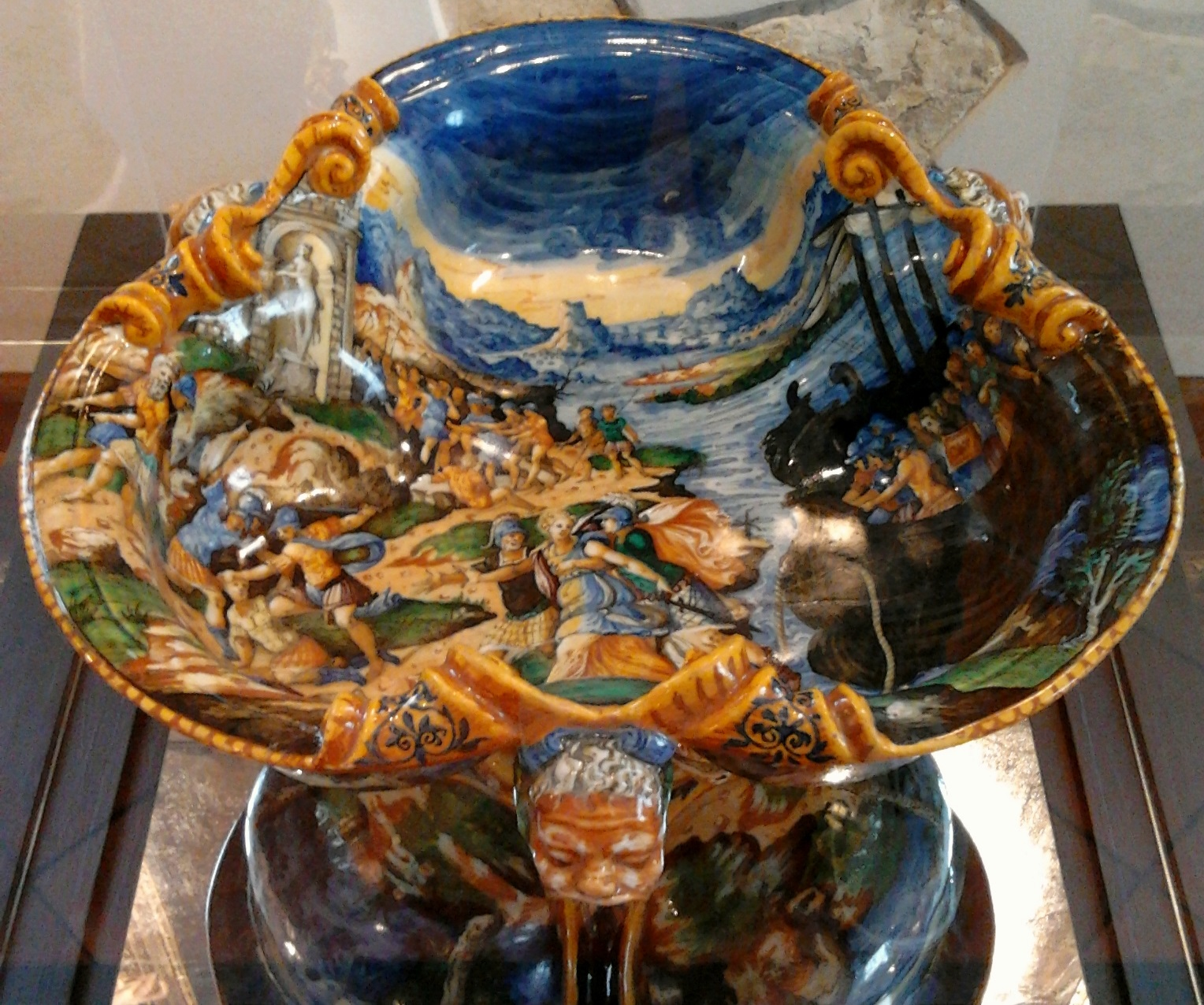
Orazio Fontana, bacino di rinfrascatoio con Claudia Quinta mentre disegna l'arrivo della nave con la pietra di Cibele, District Museum, Tarnów (Polonia)

Orazio Fontana (Urbania, 1510 – Urbino, 1571) è stato un ceramista italiano.

## Biografia
Figlio di Guido, apparteneva a una famiglia di ceramisti, originari di Casteldurante (oggi Urbania) e attivi soprattutto ad Urbino, il cui vero cognome era Schippe. Il capostipite era noto come Niccolò Pellipario (o "Nicola da Urbino"), ma Guido intorno al 1553 aveva mutato il cognome in Fontana. Ceramisti sono stati anche Camillo Fontana, fratello di Orazio, e il nipote Flaminio Fontana.
Le prime ceramiche di sicura attribuzione ad Orazio sono sette pezzi, pubblicati da Liverani nel 1957, e che, tra 1541 e 1544, uscirono dalla bottega di suo padre Guido ma con il monogramma di Orazio. Suo è il piatto del 1545, con Incontro fra Alessandro e Diogene e siglato "O. F." Altre sue ceramiche più tarde, eseguite fra il 1561 e il 1571 e oggi al (British Museum di Londra), recano l'indicazione che furono realizzate nella bottega di Orazio.
Le opere, realizzate da suoi allievi e collaboratori, portano il segno distintivo della ceramica urbinate, preferita e protetta dal duca Guidobaldo II Della Rovere. Orazio lavorò anche alla corte di Torino, a Firenze e a Venezia.

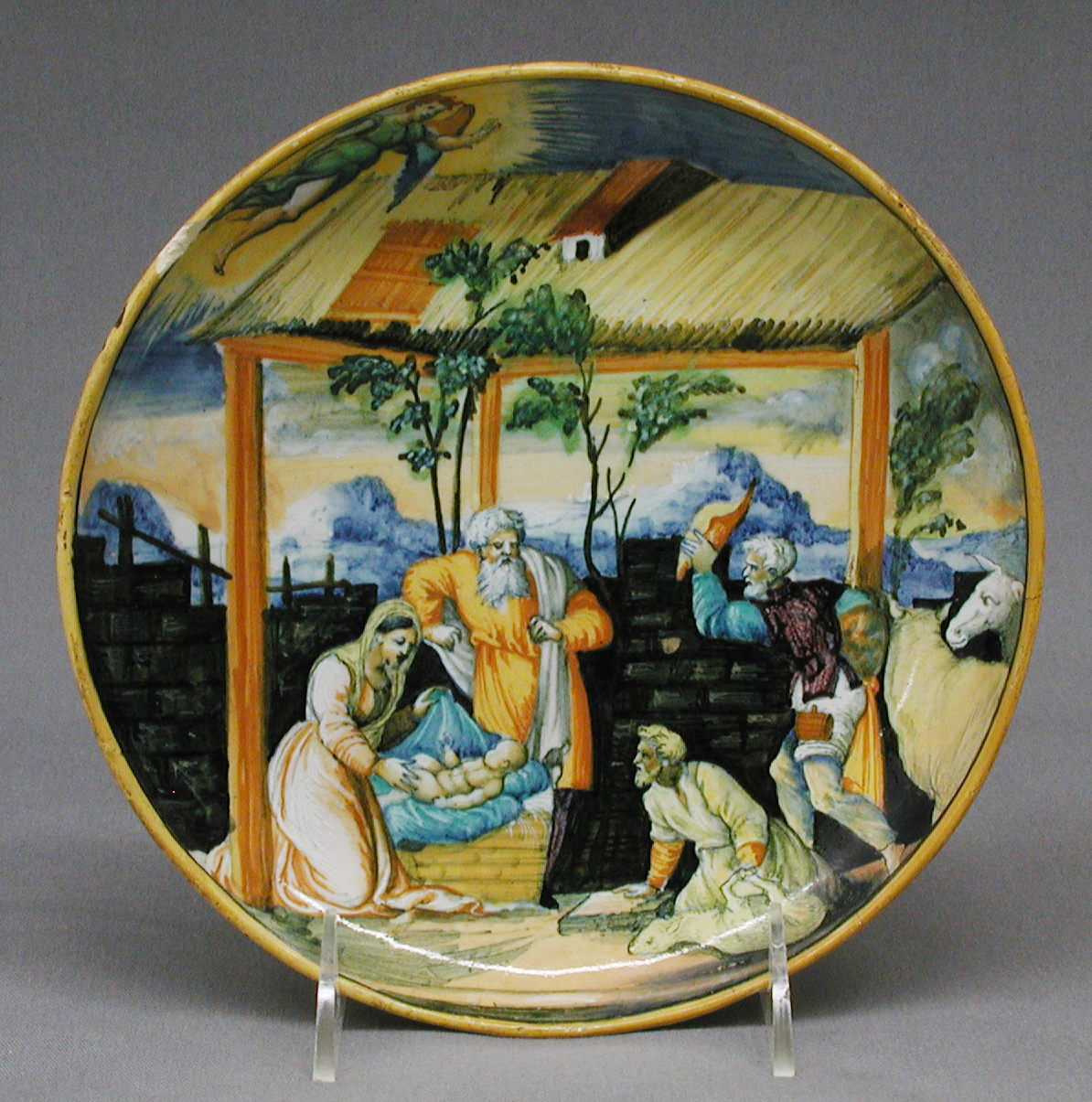
Orazio Fontana, piatto istoriato con Natività, Metropolitan Museum New York

Nel 1562 dipinse i vasi, su cartoni di Taddeo Zuccari e di altri pittori, della credenza di maiolica, inviata da Guidobaldo II in dono a Filippo II, re di Spagna. Secondo Corona, Orazio avrebbe dipinto altre due credenze, su richiesta di Vittoria Farnese, moglie di Guidobaldo II.
Un altro servizio da tavola di Orazio, su bozzetti di B. Franco e composto da centinaia di pezzi, tra piatti, vasi, brocche, rinfrescatoi, coppe ed anfore, fu inviato in dono da Guidobaldo II a Carlo V. Un altro servizio, a "istoriato" e a "raffaellesche", commissionato dal duca negli anni 1560-1570, oggi si trova in parte a Firenze, in parte a Londra al Victoria and Albert Museum, mentre un grande piatto è al Museo diocesano "Mons. Corrado Leonardi" di Urbania. Una intera spezieria, con vasi di ceramica dipinti, il duca d'Urbino (Guidobaldo III o Francesco Maria II Della Rovere) donò alla Santa Casa di Loreto, dove tuttora si conserva.

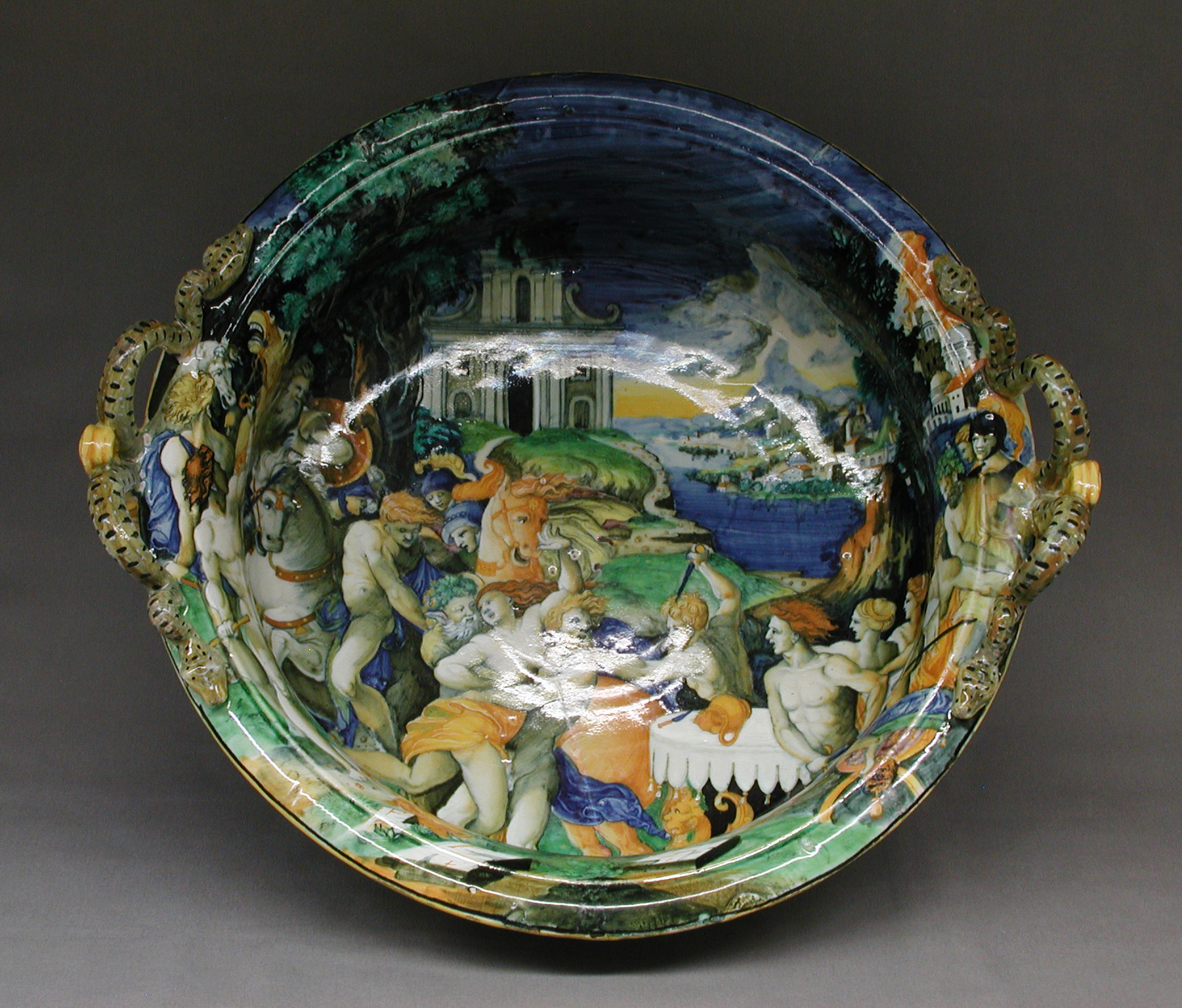
Orazio Fontana, cisterna inistoriato, MET

La collaborazione di Orazio con suo padre Guido si interruppe nel 1563, poiché il duca Emanuele Filiberto di Savoia lo chiamò ad impiantare un'industria di ceramica dipinta in Piemonte. A gennaio 1564, a Nizza, insieme al suo conterraneo A. Nani, Orazio presentò al duca di Savoia vasi pagati 600 lire e il 20 agosto 1564 "mastro Oratio de Urbino capo mastro de vasari de S. Alt." fu pagato 800 scudi dall'arcivescovo di Torino Gerolamo della Rovere, "per conto delle due credenze di terra".
Nel 1565 Orazio tornò ad Urbino, firmò una divisione tra lui e suo padre e acquistò una casa e una nuova vaseria nel Borgo di San Paolo, accanto a quella paterna. Rackham, in uno studio del 1922, ha ipotizzato che questa casa è stata riprodotta da Orazio nel piatto che porta La corsa dei cavalieri, del 1541 (Victoria and Albert Museum), cioè il palio di San Giovanni che si correva in Urbino. Orazio scelse un nuovo genere di decorazione, con boschi e con "grottesche", servendosi anche della collaborazione di suo nipote Flaminio, figlio di un suo fratello.
Nel testamento del 3 agosto 1571 assegnò alla moglie, la veneziana Agnesina Franchetti, i 1400 scudi della dote, lasciandole facoltà di "restare o no in società della fabbrica de' vasi col nipote Flaminio, a condizione che soddisfatti gli operai del negozio, tutto si dovesse conservare indenne a vantaggio dell'unica sua figlia Virginia".

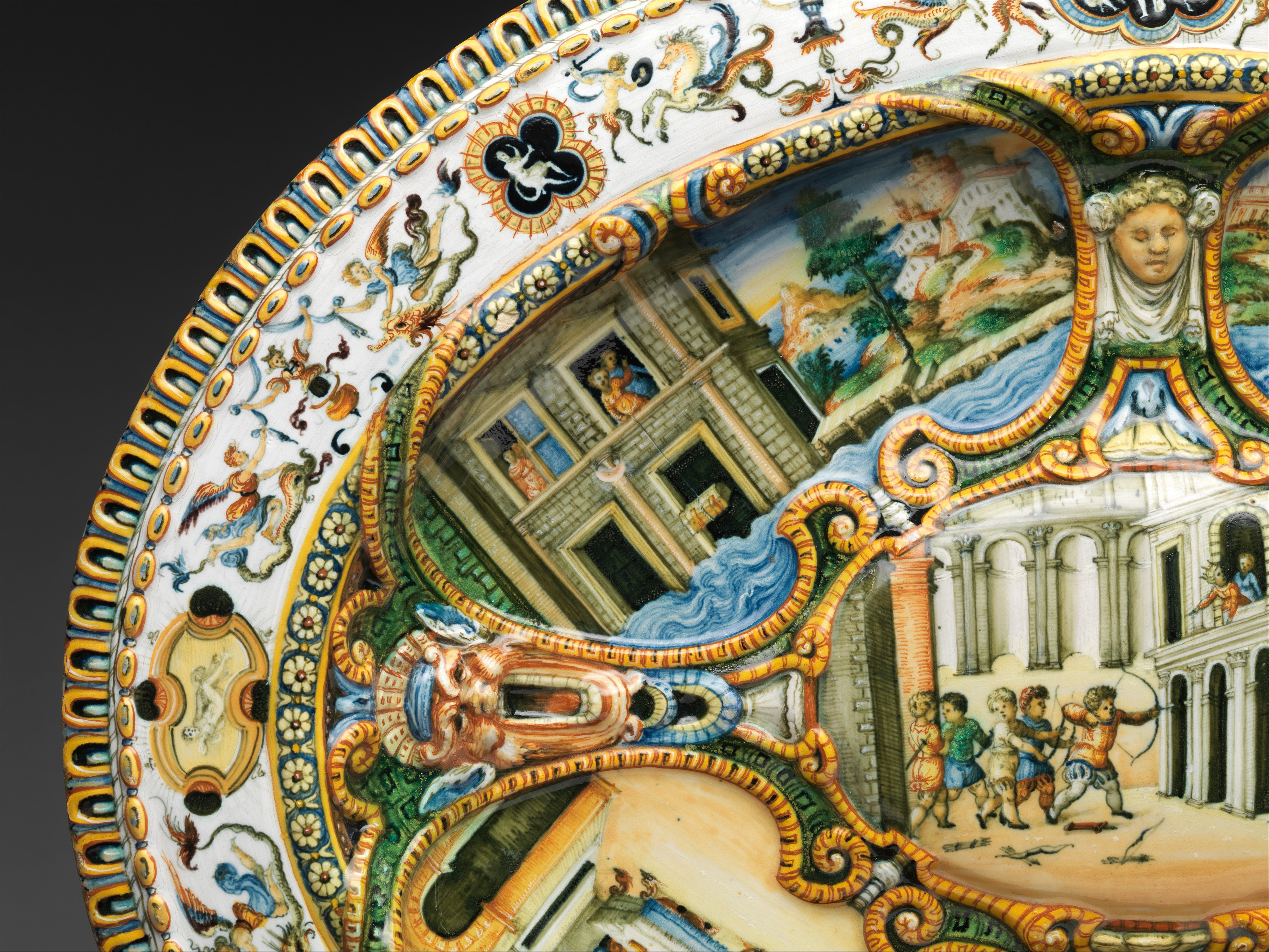
Orazio Fontana, bacino ovale con episodi dell'Amadigi di Gaula MET

Elegante e descrittivo, ma a volte un poco calligrafico, Orazio eccelle nei paesaggi che fanno sfondo alle sue ceramiche istoriate, in cui la realtà si mescola a fantasiosi toni azzurrini, in contrasto con zone dipinte in rosso-aranciato. Le carnagioni dei personaggi hanno toni ambrati, le rocce sono stilizzate, il verde degli alberi si armonizza con l'ocra del terreno. Gli elementi decorativi derivano da Raffaello e da suoi seguaci e alcuni temi iconografici sono attinti alla Bibbia, edita a Francoforte con le incisioni di Hans Sebald Beham. Orazio Fontana si ispirò anche a Luca di Leida e alle incisioni di Marcantonio Raimondi, con figure neoclassiche e motivi architettonici ispirati alle antichità romane.

## Bibliografia

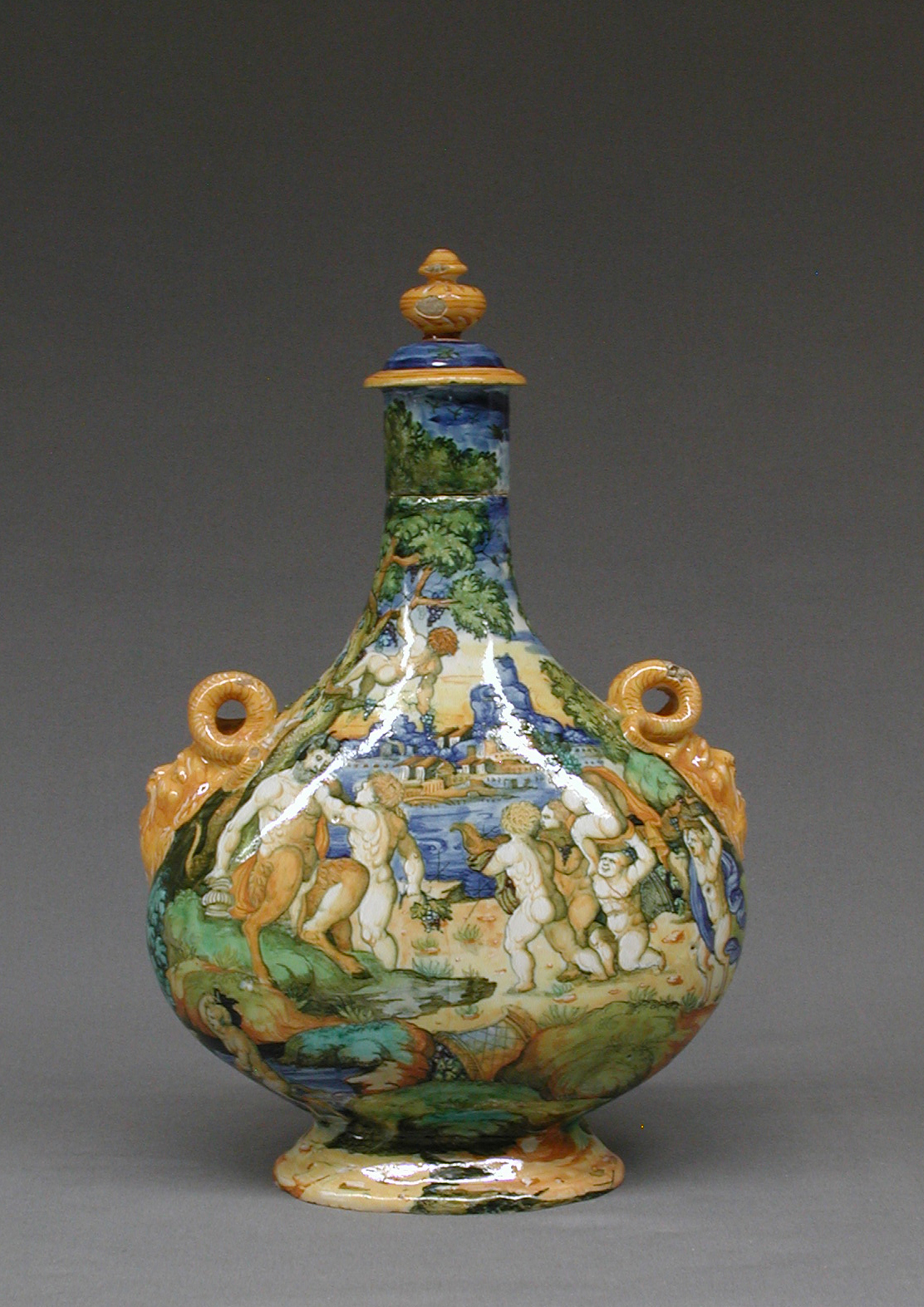
Orazio Fontana, bottiglia del pellegrino MET